# Travian

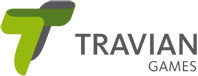
Logo Travian Games GmbH

Travian – komputerowa gra strategiczna, która została wydana w 2004 roku przez Travian Games. Gra polega na zakładaniu i rozbudowywaniu osad oraz handlowaniu i walce z innymi graczami. Rozgrywka kończy się w momencie wybudowania cudu świata.